# Microcephalops anthracias
Microcephalops anthracias är en tvåvingeart som först beskrevs av Perkins 1905.  Microcephalops anthracias ingår i släktet Microcephalops och familjen ögonflugor. Inga underarter finns listade i Catalogue of Life.